# Vilhelmina södra sameby
Vilhelmina södra sameby är en sameby vars åretruntmarker huvudsakligen är belägna i Vilhelmina kommun. Den inrättades som en följd av 1886 års renbeteslag, då under namnet Vilhelmina södra lappby. Det nuvarande namnet tillkom i och med 1971 års rennäringslag. Vilhelmina södra sameby är en av sex fjällsamebyar i Västerbottens län.

## Gränser

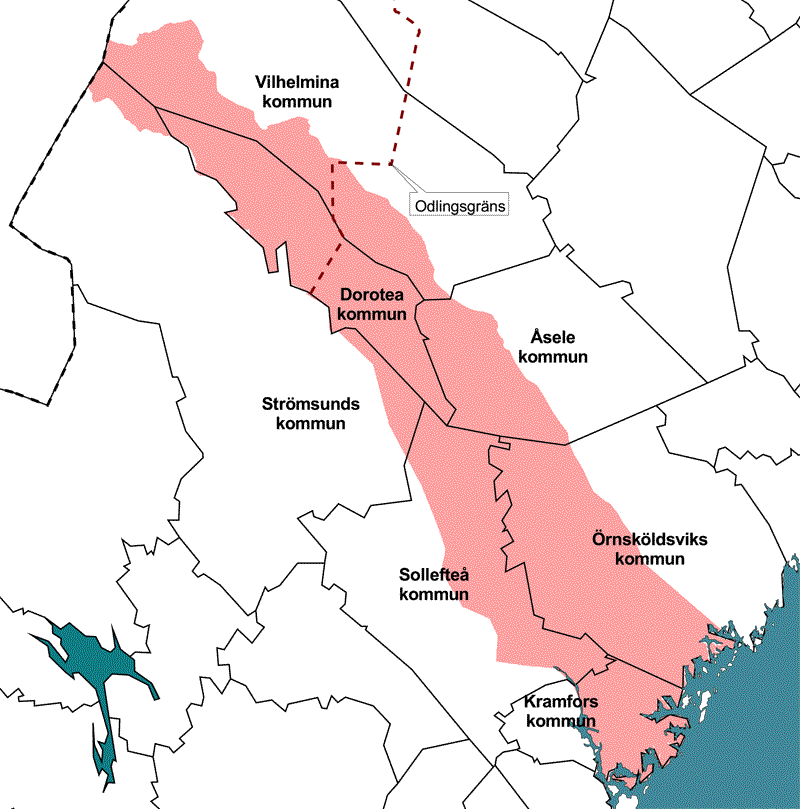
Vilhelmina södra samebys betesområde. Ovanför odlingsgränsen finns byns åretruntmarker. Nedanför odlingsgränsen får renskötsel bedrivas under tiden 1 oktober–30 april. Området nedanför odlingsgränsen är inte formellt fastställt.

Gränserna för Vilhelmina södra samebys åretruntmarker fastställdes av länsstyrelsen i Västerbottens län den 25 maj 1946. Dessa marker omfattar den södra delen av Vilhelmina kommun ovanför odlingsgränsen. Åretruntmarkerna begränsas i söder huvudsakligen av gränsen mot Jämtlands län, utom närmast Norge där byns marker går en bit in i Jämtland. I norr följer gränsen mot Vilhelmina norra sameby i stort sett Ångermanälven och Ransarån till Bijjie Raentsere. Sommarbeteslandet ligger väster om Klimpfjäll och sträcker sig in i Norge.
Nedanför odlingsgränsen får renskötsel endast bedrivas under tiden 1 oktober–30 april. Där är gränserna mellan Vilhelmina södra och övriga samebyar inte formellt fastställda. Vilhelmina södra nyttjar enligt sedvana den del av Västerbottens län som är belägen söder om Ångermanälven samt i Västernorrlands län  Sollefteå och Kramfors kommuner öster om Ångermanälven samt den södra och västra delen av Örnsköldsviks kommun. Vanligtvis har byn vintertid sina renar i området kring Hälla samt öster och söder därom, från Junsele ned mot Myckelgensjö.

## Antal företag
Samebyn bestod 2006 av ett 15-tal rennäringsföretag. Liksom i andra samebyar bedriver en del medlemmar även annan näringsverksamhet såsom turismföretag och renslakterier. År 2003 fastställde länsstyrelsen det högsta renantalet till 10 000, årskalvar oräknade. Beslutet upphävdes dock 2006, och tills vidare gäller det högsta renantal som anges i 1946 års byordning: 8 000 renar, årskalvar oräknade.

## Samiskt språkområde
Vilhelmina sameby ligger inom det sydsamiska språkområdet.